# Amazonas (venezuelský stát)
Amazonas je rozlohou druhý největší venezuelský stát, zaujímá 19,38 % rozlohy země. Hlavní město státu je Puerto Ayacucho. Ještě počátkem 20. století hlavním městem bylo San Fernando de Atabapo. I když se stát jmenuje Amazonas, velká část rozlohy státu leží v povodí Orinoka.